# George Harinck
George Harinck (Rotterdam, 15 mei 1958) is een Nederlandse historicus die werkzaam is op het terrein van de protestantse kerkgeschiedenis. Hij is lid van de Gereformeerde Kerken Vrijgemaakt. Via zijn moeder heeft hij Schotse wortels; zijn Engelse voornaam heeft hij daaraan te danken.

## Levensloop
Harinck volgde het atheneum-a aan de Gereformeerde Scholengemeenschap in Rotterdam. Van 1976 tot 1984 studeerde hij geschiedenis aan de Universiteit Leiden met als bijvakken museologie, Nederlands en wijsbegeerte. In 1993 promoveerde hij aan de Vrije Universiteit Amsterdam. In 1994 behaalde hij het diploma uitgeverij van de vakopleiding boekenbranche.
Harinck is directeur van het Historisch Documentatiecentrum voor het Nederlands Protestantisme (1800-heden) (HDC) van de Vrije Universiteit Amsterdam en directeur van het Archief- en Documentatiecentrum (ADC) van de Nederlandse Gereformeerde Kerken. Ook treedt hij op als voorzitter van het Suid-Afrikaanse Instituut in Amsterdam.
Sinds 2003 is hij bijzonder hoogleraar geschiedenis aan de Theologische Universiteit Kampen (Broederweg) met als taak onder andere promovendi te begeleiden die over de geschiedenis van de Gereformeerde Kerken (Vrijgemaakt) willen schrijven. Op 1 maart 2007 werd Harinck benoemd tot hoogleraar collectievorming en geschiedenis van het Neocalvinisme in de faculteiten Godgeleerdheid en Letteren aan de Vrije Universiteit te Amsterdam.
Harinck heeft veel wetenschappelijke publicaties op zijn naam staan; ook redigeert hij diverse bundels en organiseert hij congressen. In 2001 redigeerde hij met Roel Kuiper en Peter Bak de bundel De Antirevolutionaire Partij, 1829-1980, in 2003 redigeerde hij met Michiel Niemeijer het liber amicorum voor oud-Kamerlid Gert Schutte Altijd de moeite waard en in november 2005 kwam de Christelijke Encyclopedie (3e druk) uit, waarvan Harinck de eindredacteur was.
Harinck was vanaf de oprichting in 1989 betrokken bij de Vereniging van Christen-Historici (VCH) en was daarvan jarenlang voorzitter. Hij is bestuurslid van het Wetenschappelijk Instituut voor het CDA.

## Kritiek
Begin 2008 kwam hij in het nieuws vanwege uitlatingen die hij had gedaan in een vraaggesprek met het Nederlands Dagblad. Hij had gezegd dat hij geen bezwaar had tegen homoseksuele relaties, tegen de openstelling van kerkelijke ambten voor vrouwen en tegen het bijwonen van de rooms-katholieke mis door protestanten. Ook had hij zijn sympathie voor de Rooms-Katholieke Kerk uitgesproken en een van zijn kerkgenootschap enigermate afwijkende visie op het verzoeningswerk van Jezus Christus gegeven.
In een behoudend deel van de Gereformeerde Kerken vrijgemaakt waren zijn opmerkingen niet goed gevallen en werd er vanwege zijn "openlijke ongereformeerde visies" via een website op het internet een actie tegen hem gestart. De Theologische Universiteit Kampen (Broederweg) hield een onderzoek naar zijn opvattingen. Na een gesprek met Harinck sprak de universiteit het vertrouwen uit in hem en liet weten dat een aantal van zijn uitspraken anders bedoeld waren.

## Tv-optredens
In mei en juni 2015 presenteerde Harinck Om de oude wereldzee, een achtdelige serie op NPO 2, waarin hij een reis van Abraham Kuyper uit 1905 door het Midden-Oosten navolgt. Kuyper publiceerde daarover in 1907 en 1908 zijn vuistdikke, tweedelige reisverslag Om de oude wereldzee. Harinck schreef over die boeken Aan het roer staat het hart (2015). In 2016 maakte hij voor de NPO een reis in de voetsporen van Abraham Kuyper in 1898. Hij schreef hierover het boek: Varia Americana:in het spoor van Abraham Kuyper door de Verenigde Staten (2016)

## Publicaties (selectie)
- De Reformatie. Weekblad tot ontwikkeling van het gereformeerde leven, 1920-1940, 1993, dissertatie
- Tussen Barmen en Amsterdam. Rede uitgesproken op vrijdag 6 juni 2003 bij de aanvaarding van het ambt van bijzonder hoogleraar namens het Archief- en Documentatiecentrum in de geschiedenis van de Gereformeerde Kerken in de context van het Nederlands protestantisme aan de Theologische Universiteit van de Gereformeerde Kerken vrijgemaakt, 2003, Amstelveen
- Aan het roer staat het hart: Op reis met Abraham Kuyper, 2015 Prometheus Bert Bakker
- Varia Americana:in het spoor van Abraham Kuyper door de Verenigde Staten" , 2016 Bert Bakker

- Bibsys: 15016999
- Bibliothèque nationale de France: cb135315042 (data)
- Gemeinsame Normdatei: 172926661
- International Standard Name Identifier: 0000 0000 3133 0804
- Library of Congress Control Number: n93046439
- Nationale Bibliotheek van Tsjechië: xx0284081
- Nationale Bibliotheek van Israël: 987007401775105171
- Nederlandse Thesaurus van Auteursnamen: 074567969
- ORCID: 0000-0001-6907-847X
- Système universitaire de documentation: 120744317
- Virtual International Authority File: 46921343
- WorldCat: E39PBJwmTTwYVFW7mdhg4m9v73